# Locomotiva FS 201
La locomotiva gruppo 201 era vaporiera con tender per treni merci, di rodiggio 0-3-0, delle ferrovie ungheresi che le Ferrovie dello Stato acquisirono come preda bellica.

## Storia
Questa macchina, costruita nel 1884 ed immatricolata originariamente come 326.108, venne catturata nel 1918 dalle truppe italiane nel deposito di Cervignano del Friuli e fu ridenominata 201.001. Questa macchina fu radiata nel 1923.